# Luis Fernando Zuleta
Luis Fernando Zuleta (Santa Marta, 7 de agosto de 1974) é um ex-futebolista colombiano que atuava como meia.

## Carreira
Luis Fernando Zuleta integrou a Seleção Colombiana de Futebol na Copa América de 1997.